# Priorado de Weybridge
O Priorado de Weybridge foi um priorado agostiniano em Acle, Norfolk, Inglaterra, fundado no início do século XII, a alguma distância do centro da vila mas próximo a uma importante passagem sobre o rio Bure. Foi dissolvido com a dissolução dos mosteiros, e as suas pedras foram removidas para os edifícios seculares locais a tal ponto que o local do priorado às vezes é errado.